# Huberodendron patinoi
Huberondendron patinoi es una especie de árbol perteneciente a la familia de las malváceas. Es originaria de  Colombia, Ecuador, y posiblemente Panamá. Está amenazado por pérdida de hábitat.

## Descripción
Huberondendron patinoi o “Carra”: Tiene una exageración en raíces, sus grandes aletones, al salir de la tierra pueden alcanzar hasta 25m de altura; sus hojas acorazonadas y sus inflorescencias tienen una cobertura algodonosa, la que es usada para el relleno de almohadas.

## Usos
Con la madera de sus bambas se han elaborado bateas, culatas de escopetas, artesas, mesas, remos y cabos para herramientas.